# 1208
1208 (MCCVIII) a fost un an bisect  al calendarului iulian.

## Evenimente
- 31 ianuarie: Bătălia de la Lena (Kungslena): regele Eric al X-lea al Suediei respinge o invazie daneză, venită în sprijinul competitorului la tron Sverker al II-lea.
- 10 martie: Printr-o bulă, papa Inocențiu al III-lea face apel la cruciada împotriva albigensilor.
- 24 martie: Papa Inocențiu al III-lea pune Anglia sub interdict.
- 3 iunie: Orașul Liège primește o chartă din partea împăratului Filip de Suabia.
- 21 iunie: Regele romano-german Filip de Suabia este asasinat în Bamberg.
- 30 iulie: Bătălia de la Philipopolis: împăratul latin de Constantinopol Henric I de Hainaut înfrânge coaliția formată din țarul bulgar și împăratul bizantin de la Niceea, Theodor I Laskaris.

### Nedatate
- ianuarie: Contele Raymond al VI-lea de Toulouse este excomunicat de papa Inocențiu al III-lea.
- Cu sprijinul recent convertiților livonieni și letoni, cavalerii gladiferi germani încep invazia asupra Estoniei.

## Arte, științe, literatură și filosofie
- Este fondată Universitatea de la Palencia, cea mai veche universitate din Spania.

## Nașteri
- 2 februarie: Iacob I (Iacob Cuceritorul), rege al Aragonului și Cataloniei (1214-1276), (d. 1276)

## Decese
- 21 iunie: Filip de Suabia, 30 ani, rege al Germaniei și competitor imperial pentru Otto al IV-lea (n. 1177)